# Labraid Loingsech
Labraid Loingsech, noto anche come Labraid Lorc (fl. VI secolo a.C.), figlio di Ailill Áine, figlio di Lóegaire Lorc, fu, secondo la leggenda e la tradizione storica irlandese medievale, un re supremo d'Irlanda, che regnò approssimativamente nel VI secolo a.C.
È considerato l'antenato del popolo dei Laigin, che diede il nome alla provincia irlandese di Leinster. Un antico poema dinastico lo definisce "un dio tra gli dei", suggerendo che una volta potrebbe essere stato una divinità antenata dei Laigin.